# Великий Яблонец
Вели́кий Я́блонец (укр. Великий Яблунець) — село на Украине, находится в Емильчинском районе Житомирской области.
Код КОАТУУ — 1821782201. Население по переписи 2001 года составляет 624 человека. Почтовый индекс — 11241. Телефонный код — 4149. Занимает площадь 2,421 км².
Во время Голода в СССР (1932—1933) в селе погибло 75 человек. На выборах Президента Украины 2014 39 % поддержало Петра Порошенко. Явка избирателей составила 63 %.

## Адрес местного совета
11241, Житомирская область, Емильчинский р-н, с.Великий Яблонец